# Trude Stolp-Seitz
Trude Stolp-Seitz (* 7. Juli 1913 in Mannheim; † 14. Oktober 2004 ebenda) war eine deutsche Malerin.

## Leben und Werk
Trude Stolp-Seitz wuchs in einem christlich-katholisch geprägten Umfeld auf, was sie bis zum Ende ihres Lebens prägte. Sie machte eine Ausbildung zur examinierten Gesundheitsfürsorgerin und Säuglingspflegerin. Ihr Vater, der Lehrer Fritz Seitz, war Maler und Musiker. Er starb an Krebs, als sie zwei Jahre alt war. Bereits in der Grundschule zeigte sich, dass Trude Stolp-Seitz das große Talent vom Vater geerbt hatte.
Von 1935 bis 1947 arbeitete sie als Gesundheitsfürsorgerin in verschiedenen Einrichtungen, u. a. in Ludwigshafen am Rhein. 1946 nahm sie als Autodidaktin an der ersten Kunstausstellung der Stadt Ludwigshafen nach dem Krieg im Don-Bosco-Haus teil. Sie zeigte die Aquarelle „Kastanienblüten“, „Feldblumenstrauß“ und „Vor dem Gewitter“. 1947 entschloss sie sich zu einer Ausbildung an der Freien Akademie in Mannheim und besuchte die Meisterklasse von Paul Berger-Bergner.
1950 heiratete sie Hans Stolp (geb. 1899), der als Prokurist in Ludwigshafen arbeitete. Er unterstützte sie vorbehaltlos in ihrer Malerei. Trude Stolp–Seitz hatte nie ein Atelier und malte zu Hause. Alte Fotos zeigen sie malend auf Reisen. Ihre frühen Arbeiten widmen sich Stillleben, Landschaften und Porträts, aber sie zeigen bereits eine gewisse Neigung zur Verformung, Verfremdung und Abstraktion.
Ab 1958 widmete sie sich nur noch der Malerei und betrieb ihre Vermarktung. Sie hatte jährlich eine Ausstellung. Sie war Mitglied bei der GEDOK Mannheim-Ludwigshafen, der Künstlervereinigung „Anker“ in Ludwigshafen, dem BBK (Bezirksverband Bildender Künstler) und stellte in zahlreichen Einzel- und Gruppenausstellungen in der Region, aber auch überregional aus. Einige ihrer Arbeiten waren 1955/56 in einer Wanderausstellung der GEDOK, „Contemporary Women’s Painting in Germany“, in Indien zu sehen.
Bis Mitte der 1960er Jahre blieb sie dem Gegenständlichen in ihrer Malerei treu. Danach änderte sie radikal ihren Malstil, und das Gegenständliche verschwand, was ihr anfangs viele Kritiken einbrachte. In ihren informellen Arbeiten ging sie souverän mit Farben und Formen um: „Sie folgt ihren eigenen inneren Energien, ihrer Konzentration. Ihre Bilder sind Dokumente ihrer Impulse, ihres Willens, ihrer Phantasien und ihrer Fähigkeit, Phantasien zu bändigen.“
Mit 77 Jahren zog sie in das katholische Altenheim Maria-Scherer-Haus in Mannheim-Rheinau, wo sie bis kurz vor ihrem Tod weitermalte.   Ihre Arbeiten sind dort auch heute noch zu sehen.

## Ausstellungen
Seit 1951 zahlreiche Gruppenausstellungen im In- und Ausland, Beteiligung an Ausstellungen im Künstlerbund Rhein-Neckar; Einzelausstellungen in Mannheim und Wachenheim, Ausstellungen in den Partnerstädten von Mannheim und Ludwigshafen.
- 2003: Trude Stolp-Seitz zum 90. Geburtstag. Kunstverein Mannheim
- 2008: Lebenswelten – Arbeitswelten. Die GEDOK Mannheim-Ludwigshafen zu Gast in der Rudolf-Scharpf-Galerie, Ludwigshafen
- 2011: …und Eva malt. Die Künstlernachlässe Mannheim zu Gast in der Epiphanias Kirche Mannheim-Feudenheim
- GEDOK Mannheim-Ludwigshafen zu Gast in der Rudolf-Scharpf-Galerie
- 2013: Oberflächen. Arbeiten von Trude Stolp-Seitz, Kunstverein Mannheim im BGN
- 2018: Mathiasemarkt Schriesheim, Arbeiten aus Mannheimer Künstlernachlässen

## Werke im öffentlichen Besitz
- Kunsthalle Mannheim
- Maria Scherer Haus, Mannheim
- Josef Bauer Haus, Mannheim
- Stadthaus N 1, Mannheim
- Wilhelm-Hack-Museum, Ludwigshafen
- Mitglied im BBK, GEDOK und „Der Anker“, Ludwigshafen